# Lycochoriolaus sericeus
Lycochoriolaus sericeus là một loài bọ cánh cứng trong họ Cerambycidae.